# John Wood (navigateur)
Pour les articles homonymes, voir John Wood.
John Wood, mort le 25 septembre 1682, est un explorateur et navigateur britannique.

## Biographie
Contremaître sur le Sweepstakes commandé par John Narborough en Patagonie (1669-1671), il publie au retour un ouvrage Voyage du capitaine Wood à travers le détroit de Magellan où ne mentionne nullement Narborough et se pose comme le véritable chef de l'expédition. En 1676, il parvient à convaincre Charles II et le duc d'York, en leur présentant un plan pour découvrir un passage par le nord-est pour rejoindre les Indes, d'organiser une expédition. Il reçoit alors le commandement du Speedwell et part en compagnie de la pinque Prosper. Il s'adjoint l'hydrographe Grenville Collins et part le 28 mai 1667. Les glaces sont rencontrées entre le cap Nord et la Nouvelle-Zemble le 22 juin. Il pénètre et découvre diverses baies et atteint la Nouvelle-Zemble mais le navire s'échoue sur des rochers le 29 juin. Wood et ses hommes se réfugient alors sur la Prosper et rentre en Angleterre le 24 août. Collins témoigne alors de l'impossibilité d'un tel voyage.